# Tit Quintili Var
Tit Quintili Var (en llatí Titus Quintilius Varus) va ser un militar romà del segle ii aC. Formava part de la gens Quintília, una antiga gens romana d'origen patrici, i era de la família dels Var.
Va servir a Hispània l'any 185 aC com a legat del pretor gai Calpurni Pisó i va lluitar contra els celtibers i els lusitans, als que els romans van poder derrotar.